# Myndus pusilla
Myndus pusilla är en insektsart som beskrevs av Van Duzee 1909. Myndus pusilla ingår i släktet Myndus och familjen kilstritar.
Artens utbredningsområde är Samoa. Inga underarter finns listade i Catalogue of Life.